# Magnus Carlsen
Sven Magnus Øen Carlsen (Tønsberg, 30 november 1990) is een Noors schaker en was de  wereldkampioen tussen 2013 en 2023. Hij drong reeds op jonge leeftijd door tot de wereldtop en wordt beschouwd als een van de sterkste schakers ooit. Hij behaalde op zijn dertiende de titel van grootmeester en werd op 1 januari 2010 de jongste schaker ooit die de FIDE-ratinglijst aanvoerde. In januari 2013 bereikte Carlsen een rating van 2861, waarmee hij het record van Garri Kasparov verbrak.
In 2013 won Carlsen in Londen het kandidatentoernooi, waardoor hij de regerend wereldkampioen Viswanathan Anand mocht uitdagen (zie Wereldkampioenschap schaken 2013). Hij versloeg Anand in november in het Indiase Chennai met 6½-3½ en werd zo de op een na jongste wereldkampioen ooit; alleen Kasparov was jonger. In 2014 (tegen Anand), 2016 (tegen Sergej Karjakin), 2018 (tegen Fabiano Caruana) en 2021 (tegen Ian Nepomniachtchi) verdedigde hij zijn titel telkens met succes. In 2023 maakte hij bekend dat hij niet de titel wilde verdedigen en daarmee gaf hij de titel van wereldkampioen op.

## Biografie
Carlsen leerde schaken van zijn vader. Zijn talent werd snel opgemerkt en hij kreeg de Noorse grootmeester Simen Agdestein als trainer. In 2003 behaalde hij de titel van meester. Zijn ouders namen in 2004 een sabbatical op om hun zoon de gelegenheid te geven veel toernooien te spelen.

### 2004

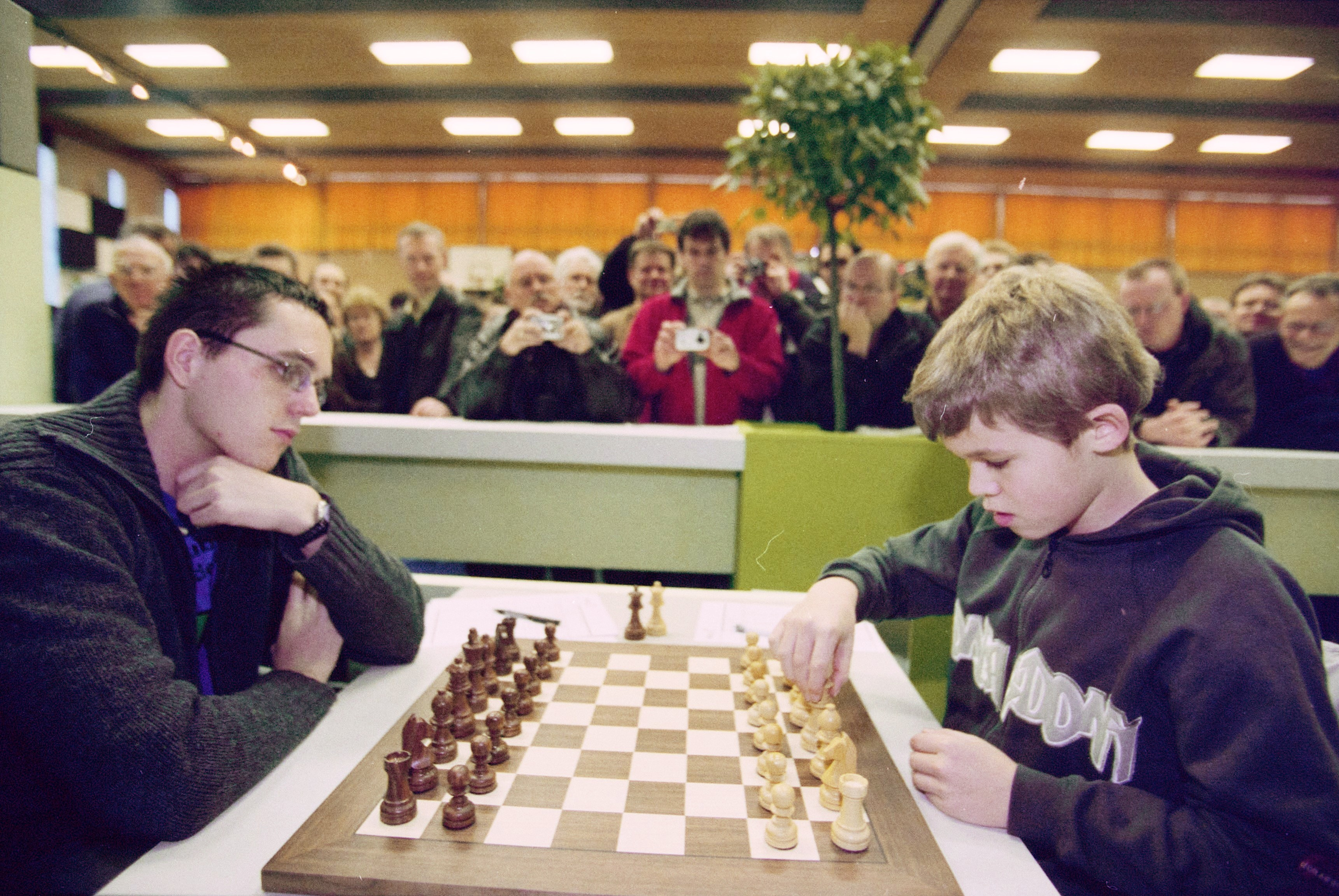
Carlsen tegen Ernst in 2004 (Corus)

Carlsens eerste grote succes was het winnen van de C-groep van het Corus-toernooi in 2004. Hij scoorde daarmee ook zijn eerste grootmeesternorm. De tweede norm haalde hij datzelfde jaar op het Aeroflot-toernooi in Moskou en de derde norm verwierf hij in Dubai met 6½ uit 9. Carlsen was toen 13 jaar, 4 maanden en 27 dagen oud, wat hem op dat moment de op een na jongste grootmeester ooit maakte. Alleen de Rus Sergej Karjakin was jonger toen hij die titel behaalde.

### 2005
In 2005 speelde Carlsen mee in de B-groep van het Corus-toernooi, waar hij met 7 uit 13 in de middenmoot eindigde. In het toernooi om het kampioenschap van Noorwegen eindigde hij met 7 uit 9 op een gedeelde eerste plaats, samen met Simen Agdestein. Een play-off eindigde op 1-1. In de rapidplay-off verloor Carlsen met 2½-3½. Bij de World Cup in Chanty-Mansiejsk bereikte Carlsen de laatste tien en verwierf zo het recht om aan de kandidatenmatches voor het wereldkampioenschap deel te nemen.

### 2006
In januari 2006 won Carlsen de B-groep in het Corus-toernooi, al moest hij die plaats wel delen met Aleksandr Motyljov. Op het Noors kampioenschap deelde hij opnieuw de eerste plaats met Agdestein. Deze keer won Carlsen met 3-1 de play-off. De Tal Memorial in Moskou was Carlsens eerste optreden in een toptoernooi. Hij eindigde onderin met 3½ uit 9.

### 2007

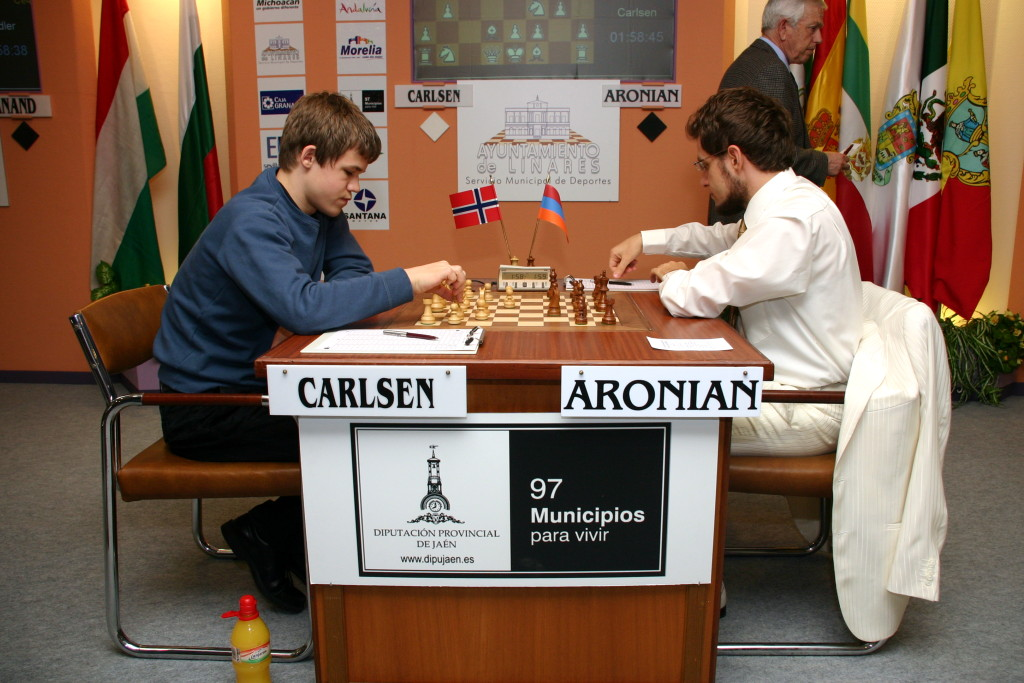
Carlsen tegen Aronian in 2007

In de A-groep van het Corus-toernooi 2007 eindigde Carlsen als laatste. Hij werd dat jaar gedeeld tweede in het toernooi van Morelia/Linares en bereikte de halve finale in de World Cup, waarin hij verloor van Gata Kamsky. Bij de kandidatenmatches in Elista werd hij uitgeschakeld door Levon Aronian.

### 2008
In januari 2008 won Carlsen samen met Aronian het Corus-toernooi. Met 17 jaar werd hij de jongste winnaar ooit van dit toernooi. In het toernooi van Morelia/Linares werd hij tweede. Samen met Vugar Gashimov en Wang Yue won Carlsen het eerste Grand Prix-toernooi in Bakoe, dat onderdeel was van een cyclus voor het wereldkampioenschap. Toen de FIDE tijdens de cyclus de regels voor plaatsing echter veranderde, trok Carlsen zich terug uit de cyclus. Hij won later dat jaar het Foros Aerosvit-toernooi en werd als winnaar van het Corus-toernooi uitgenodigd voor de Grand Slam-finale in Bilbao, waar hij 50 procent scoorde.

### 2009
In de eerste helft van 2009 was Carlsen relatief matig op dreef. Hij werd gedeeld vijfde/zesde bij het Corus-toernooi, derde in Linares, tweede bij de M-Tel Masters in Sofia en gedeeld tweede in Dortmund. In het najaar won hij het Nanjing Pearl Spring-toernooi, met 8 uit 10; 2½ punt meer dan de nummer twee en met een TPR van iets meer dan 3000. Hij won ook de Londen Classic en werd gedeeld tweede op de Tal Memorial in Moskou.

### 2010

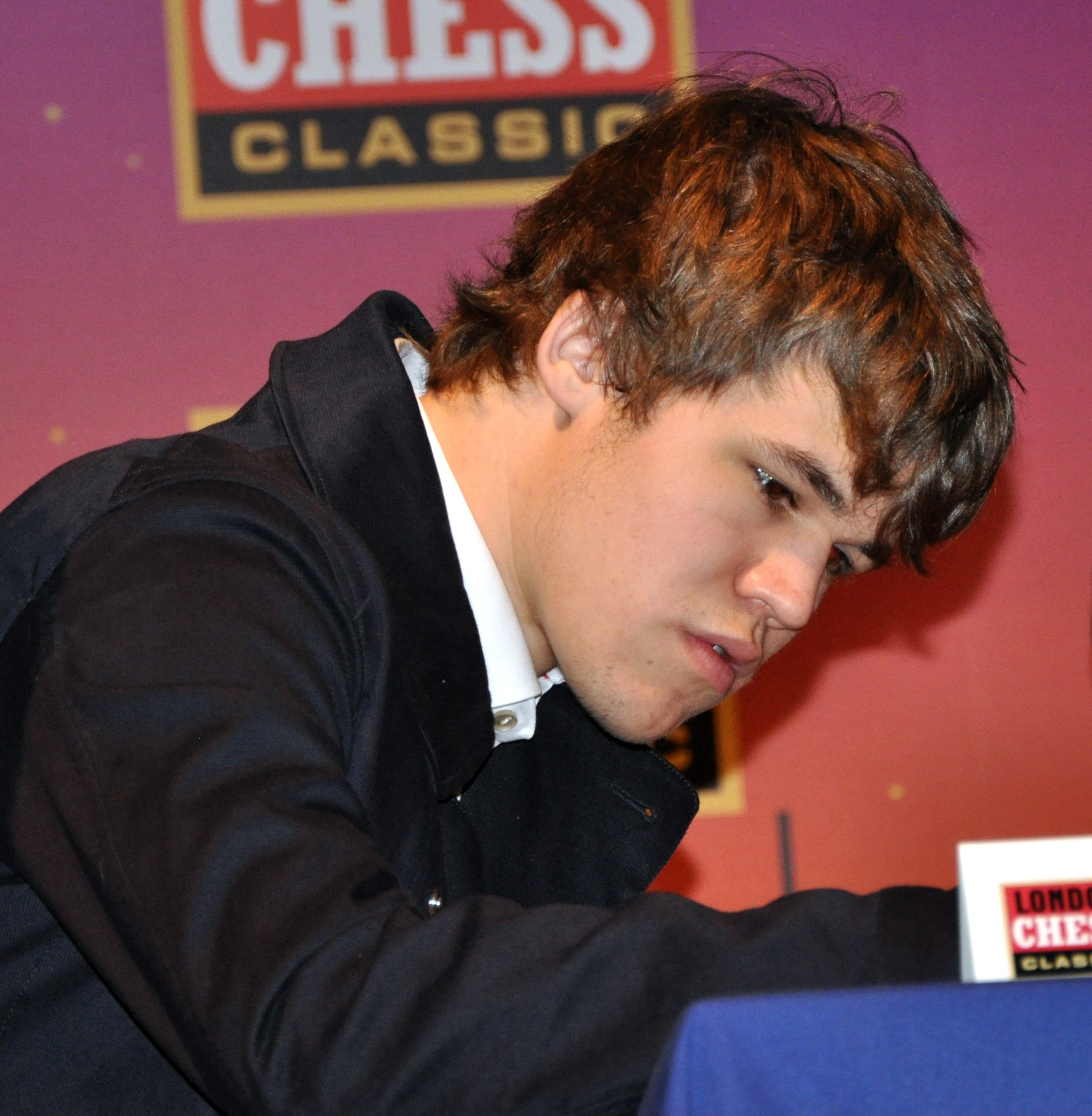
Carlsen in 2010

In 2010 won Carlsen opnieuw het Corus-toernooi. Daarnaast won hij ook het Bazna Kings-toernooi in Roemenië en het Nanjing Pearl Spring-toernooi. Bij de Londen Classic werd hij gedeeld eerste en in de Grand Slam-finale eindigde hij als derde.

### 2011
In 2011 werd Carlsen gedeeld derde in het Tata Steel-toernooi. Bij het Bazna Kings-toernooi werd hij gedeeld eerste en in Biel won hij het toernooi. Bij de Grand Slam-finale eindigde hij samen met Vasyl Ivantsjoek op de eerste plaats. In de play-off versloeg hij Ivantsjoek met 1½-½. Carlsen eindigde bij de Tal Memorial in Moskou op een gedeelde eerste tot vierde plaats en werd ook gedeeld tweede bij de Londen Classic.

### 2012
Bij het Tata Steel-toernooi 2012 werd Carlsen gedeeld tweede. Later dat jaar won hij de Tal Memorial, het toernooi in Biel en de Londen Classic. Samen met Fabiano Caruana won hij ook de Grand Slam-finale. In de play-off won hij met 2-0.

### 2013

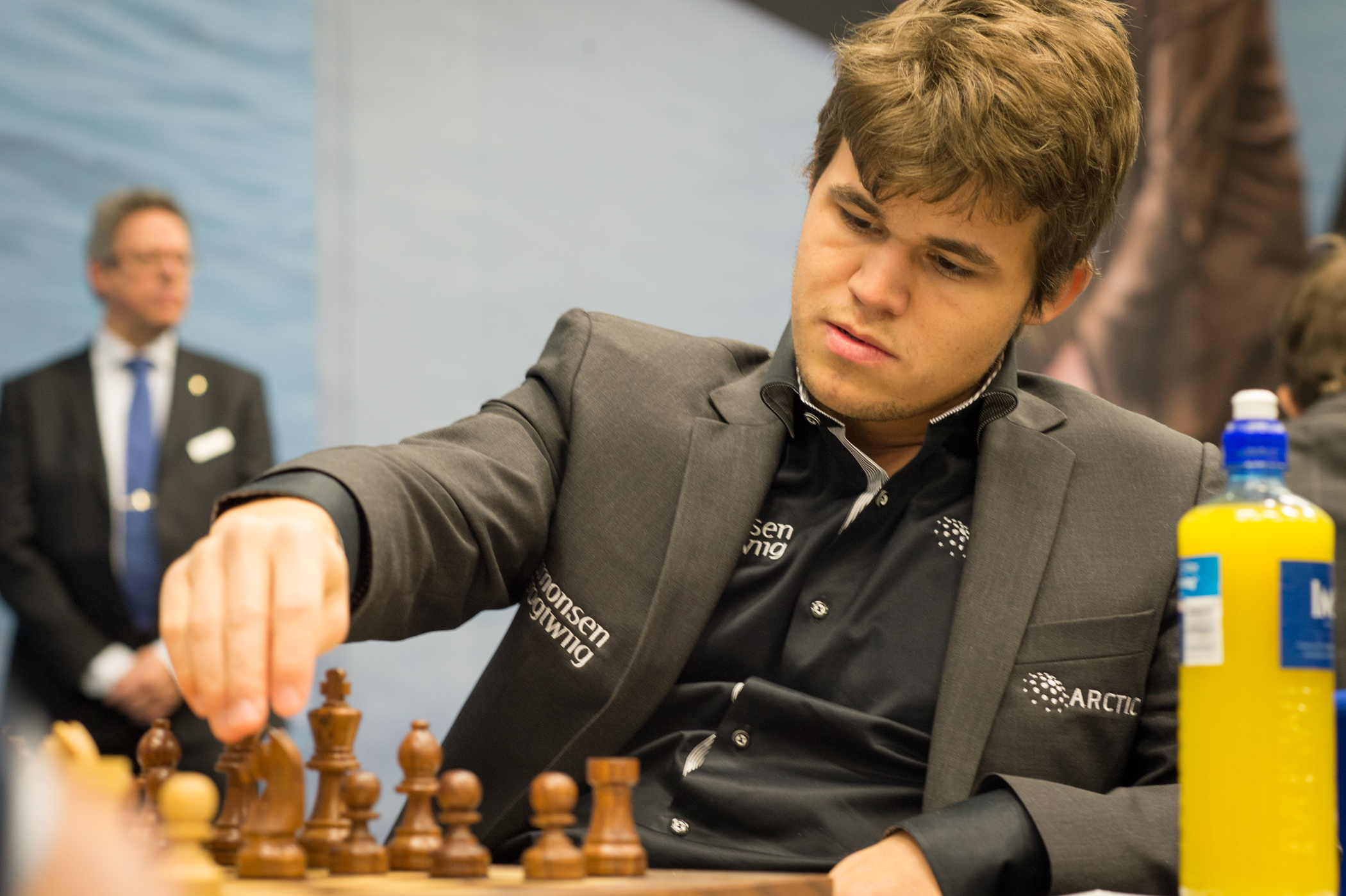
Carlsen in Wijk aan Zee in 2013

Carlsen won het Tata Steel-toernooi 2013 met 10 uit 13, anderhalf punt meer dan de nummer twee. Hij eindigde samen met Vladimir Kramnik als eerste bij het kandidatentoernooi in Londen, maar omdat Carlsen een betere tiebreak had, werd hij de winnaar en mocht hij wereldkampioen Viswanathan Anand uitdagen. In het Norway Chess-toernooi werd hij twee, achter Sergej Karjakin, en op de Tal Memorial werd hij eveneens tweede, na Boris Gelfand. Op 15 september won hij de eerste Sinquefield Cup met 4½ uit 6. Het spelersveld bestond uit de top 2 van de wereld en de top 2 van de Verenigde Staten op de FIDE-ratinglijst. Carlsen won in november de tweekamp om het wereldkampioenschap tegen Viswanathan Anand. In de tiende partij was zijn voorsprong 6½-3½ onoverbrugbaar.
| Speler            | Rating | 1 9/11 | 2 10/11 | 3 12/11 | 4 13/11 | 5 15/11 | 6 16/11 | 7 18/11 | 8 19/11 | 9 21/11 | 10 22/11 | 11 24/11      | 12 26/11      | Totaal |
| ----------------- | ------ | ------ | ------- | ------- | ------- | ------- | ------- | ------- | ------- | ------- | -------- | ------------- | ------------- | ------ |
| Viswanathan Anand | 2775   | ½      | ½       | ½       | ½       | 0       | 0       | ½       | ½       | 0       | ½        | Niet gespeeld | Niet gespeeld | 3½     |
| Magnus Carlsen    | 2870   | ½      | ½       | ½       | ½       | 1       | 1       | ½       | ½       | 1       | ½        | Niet gespeeld | Niet gespeeld | 6½     |

### 2014
In juni 2014 werd hij met 5½ punt uit 9 partijen derde op het Norway Chess-toernooi in Stavanger. In de tweekamp om het wereldkampioenschap tegen Viswanathan Anand behield hij zijn titel met 6½-4½.
| Speler            | Rating | 1 8/11 | 2 9/11 | 3 11/11 | 4 12/11 | 5 14/11 | 6 15/11 | 7 17/11 | 8 18/11 | 9 20/11 | 10 21/11 | 11 23/11 | 12 25/11      | Totaal |
| ----------------- | ------ | ------ | ------ | ------- | ------- | ------- | ------- | ------- | ------- | ------- | -------- | -------- | ------------- | ------ |
| Magnus Carlsen    | 2863   | ½      | 1      | 0       | ½       | ½       | 1       | ½       | ½       | ½       | ½        | 1        | Niet gespeeld | 6½     |
| Viswanathan Anand | 2792   | ½      | 0      | 1       | ½       | ½       | 0       | ½       | ½       | ½       | ½        | 0        | Niet gespeeld | 4½     |

### 2015

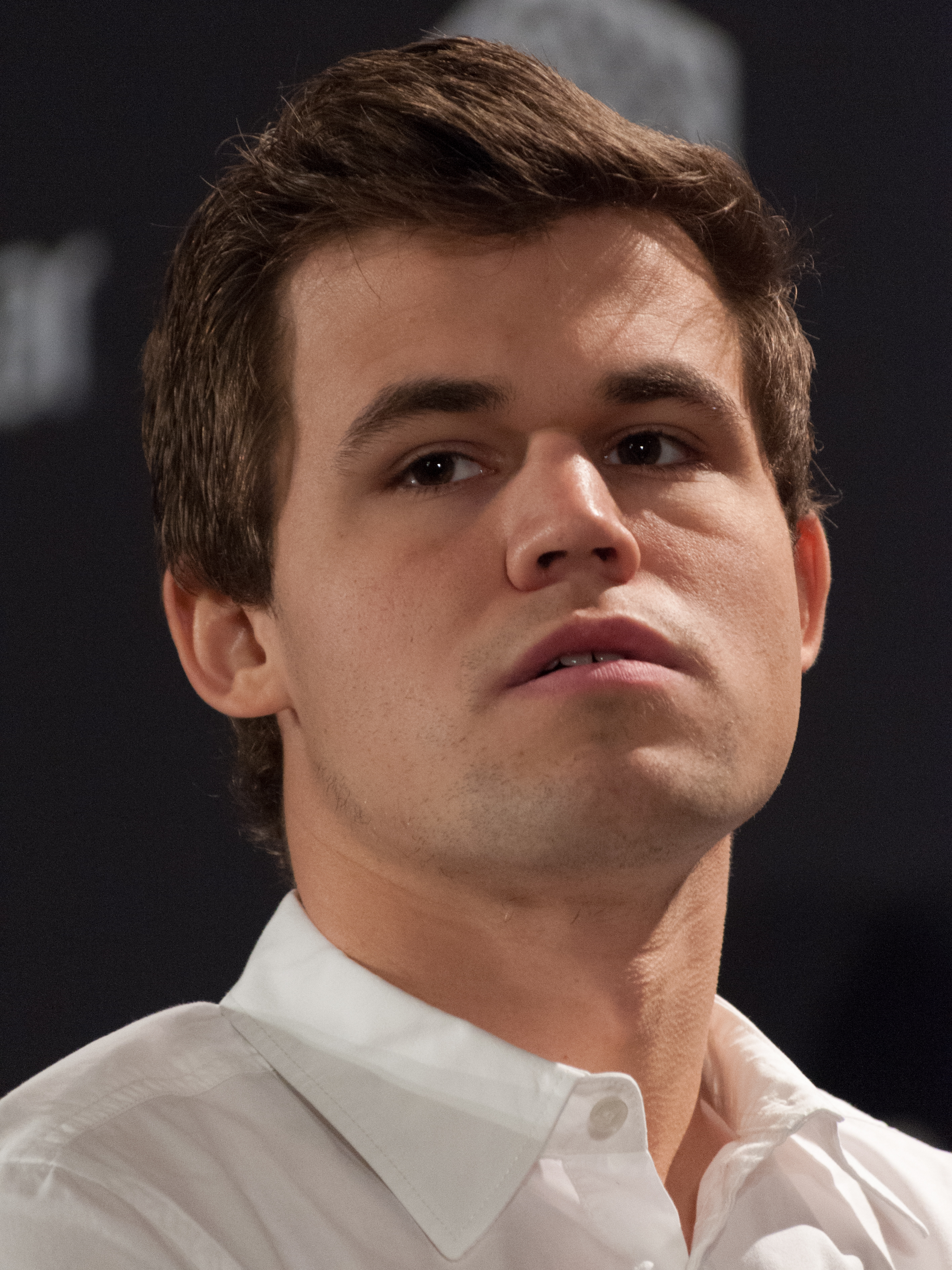
Carlsen in 2015

In januari 2015 won Carlsen voor de vierde keer het Tata Steel-toernooi in Wijk aan Zee. In de zomer eindigde hij in het Norway Chess-toernooi in de onderste helft met onder meer verlies tegen zijn lager geklasseerde landgenoot Jon Ludvig Hammer.

### 2016
Ook in 2016 won Carlsen het Tata Steel-toernooi. Hij verdedigde in november zijn wereldtitel door Sergej Karjakin te verslaan. Nadat het na de twaalf partijen met klassiek tempo 6–6 stond, won Carlsen de tiebreak, bestaande uit vier partijen met een bedenktijd van 25 minuten, met 3-1.
| Speler          | Rating | 1 11/11 | 2 12/11 | 3 14/11 | 4 15/11 | 5 17/11 | 6 18/11 | 7 20/11 | 8 21/11 | 9 23/11 | 10 24/11 | 11 26/11 | 12 28/11 | TB 30/11 | Totaal |
| --------------- | ------ | ------- | ------- | ------- | ------- | ------- | ------- | ------- | ------- | ------- | -------- | -------- | -------- | -------- | ------ |
| Magnus Carlsen  | 2853   | ½       | ½       | ½       | ½       | ½       | ½       | ½       | 0       | ½       | 1        | ½        | ½        | 3        | 6 (3)  |
| Sergej Karjakin | 2772   | ½       | ½       | ½       | ½       | ½       | ½       | ½       | 1       | ½       | 0        | ½        | ½        | 1        | 6 (1)  |

### 2017
In januari 2017 eindigde Carlsen tweede in het Tata Steel-toernooi, achter Wesley So. In april eindigde hij gedeeld tweede achter Levon Aronian in de Grenke Chess Classic. In juni eindigde hij in het Altibox Norway Chess-toernooi te Stavanger als negende. Nog die maand won hij zowel het rapidschaken als het snelschaken op de Grand Chess Tour te Parijs. Op het toernooi in Leuven won hij eveneens zowel het rapidschaken als het snelschaken. In augustus werd hij derde op de Sinquefield Cup te Saint Louis. In de World Cup te Tbilisi werd hij in de derde ronde uitgeschakeld door Bu Xiangzhi.

### 2018
Carlsen won in 2018 wederom het Tata Steel-toernooi. Hij verdedigde in november zijn wereldtitel door Fabiano Caruana te verslaan. Nadat twaalf klassieke partijen enkel remises hadden opgeleverd, won Carlsen de tiebreak met 3-0.
| Speler          | Rating | 1 9/11 | 2 10/11 | 3 12/11 | 4 13/11 | 5 15/11 | 6 16/11 | 7 18/11 | 8 19/11 | 9 21/11 | 10 22/11 | 11 24/11 | 12 26/11 | TB 28/11 | Totaal |
| --------------- | ------ | ------ | ------- | ------- | ------- | ------- | ------- | ------- | ------- | ------- | -------- | -------- | -------- | -------- | ------ |
| Magnus Carlsen  | 2835   | ½      | ½       | ½       | ½       | ½       | ½       | ½       | ½       | ½       | ½        | ½        | ½        | 3        | 6 (3)  |
| Fabiano Caruana | 2832   | ½      | ½       | ½       | ½       | ½       | ½       | ½       | ½       | ½       | ½        | ½        | ½        | 0        | 6 (0)  |

### 2019
In 2019 won Carlsen voor de zevende keer het Tata Steel-toernooi. Hij won daarnaast ook het Shamkir Chess-toernooi, de Grenke Chess Classic, het Norway Chess-toernooi en de Croatia Grand Chess Tour. Op de Sinquefield Cup in Saint Louis eindigde hij tweede.

### 2020
Carlsen begon 2020 met een tweede plaats op het Tata Steel-toernooi in Wijk aan Zee. Later dat jaar won hij in zijn thuisland Noorwegen het Norway Chess-toernooi.

### 2021
Eind 2021 verdedigde Carlsen zijn wereldtitel tegen uitdager Ian Nepomniachtchi. Na tien partijen stond het 6.5 - 3.5 in het voordeel van Carlsen.
| Speler             | Rating | 1 26/11 | 2 27/11 | 3 28/11 | 4 30/11 | 5 1/12 | 6 3/12 | 7 4/12 | 8 5/12 | 9 7/12 | 10 8/12 | 11 10/12 | 12 11/12      | 13 12/12      | 14 14/12      | Totaal |
| ------------------ | ------ | ------- | ------- | ------- | ------- | ------ | ------ | ------ | ------ | ------ | ------- | -------- | ------------- | ------------- | ------------- | ------ |
| Magnus Carlsen     | 2855   | ½       | ½       | ½       | ½       | ½      | 1      | ½      | 1      | 1      | ½       | 1        | Niet gespeeld | Niet gespeeld | Niet gespeeld | 7½     |
| Ian Nepomniachtchi | 2782   | ½       | ½       | ½       | ½       | ½      | 0      | ½      | 0      | 0      | ½       | 0        | Niet gespeeld | Niet gespeeld | Niet gespeeld | 3½     |

### 2023
Aan het begin van 2023 heeft Carlsen bekendgemaakt dat hij de wereldtitel niet zou verdedigen en droeg daarmee de titel over aan de winnaar van de top 2 van het Kandidatentoernooi. In augustus wint Carlsen in Azerbeidzjan voor de eerste keer in zijn carrière de FIDE World Cup  door in de finale Rameshbabu Praggnanandhaa te verslaan.

### 2024
Eind 2024 ontstond rond Carlsen kortstondig internationale ophef doordat hem de deelname aan een snelschaaktoernooi werd ontzegd omdat hij een spijkerbroek droeg. Naar aanleiding van dit triviale incident besloot de FIDE de kledingvoorschriften te moderniseren door "kleine, elegante wijzigingen" toe te staan. Hierdoor kon Carlsen alsnog worden toegelaten.

## Belangrijkste prestaties
- Wereldkampioenschap schaken: 2013, 2014, 2016, 2018, 2021 (5)
- Wereldkampioenschap snelschaken: 2009, 2014, 2017, 2018, 2019, 2022, 2024 (6)
- Wereldkampioenschap rapidschaken: 2014, 2015, 2019, 2022 (4)
- Nummer 1 FIDE-ranglijst: 1/1/2010–31/10/2010, 1/1/2011–28/2/2011, 1/7/2011–heden

## Voorbeeld van winstpartij
Magnus Carlsen tegen Sipke Ernst in het Corus-toernooi 2004:
- opening: Caro-Kann
- openingcode: B19

1.e4 c6 2.d4 d5 3.Pc3 d×e4 4.P×e4 Lf5 5.Pg3 Lg6 6.h4 h6 7.Pf3 Pd7 8.h5 Lh7 9.Ld3 L×d3 10.D×d3 e6 11.Lf4 Pgf6 12.0-0-0 Le7 13.Pe4 Da5 14.Kb1 0-0 15.P×f6† P×f6 16.Pe5 Tad8 17.De2 c5 18.Pg6 f×g6 19.D×e6† Kh8 20.h×g6 Pg8 21.L×h6 g×h6 22.T×h6† P×h6 23.D×e7 Pf7 24.g×f7 Kg7 25.Td3 Td6 26.Tg3† Tg6 27.De5† K×f7 28.Df5† Tf6 29.Dd7# 1-0 (diagram)